# Gnophos caenosa
Gnophos caenosa är en fjärilsart som beskrevs av Max Joseph Bastelberger 1911. Gnophos caenosa ingår i släktet Gnophos och familjen mätare. Inga underarter finns listade i Catalogue of Life.